# Wangen (district)
Wangen is een district in het kanton Bern met hoofdplaats Wangen an der Aare. Het district omvat 26 gemeenten op 151 km².
| gemeentenaam                   | inwonersaantal (31/12/2005) | oppervlakte (km²) |
| ------------------------------ | --------------------------- | ----------------- |
| Attiswil                       | 1343                        | 7,7               |
| Berken                         | 49                          | 1,4               |
| Bettenhausen                   | 498                         | 2,0               |
| Bollodingen                    | 231                         | 2,0               |
| Farnern                        | 222                         | 3,7               |
| Graben                         | 307                         | 3,2               |
| Heimenhausen                   | 419                         | 3,2               |
| Hermiswil                      | 103                         | 23,4              |
| Herzogenbuchsee                | 5511                        | 6,8               |
| Inkwil                         | 668                         | 3,4               |
| Niederbipp                     | 3881                        | 17,5              |
| Niederönz                      | 1435                        | 2,8               |
| Oberbipp                       | 1487                        | 8,5               |
| Oberönz                        | 885                         | 3,0               |
| Ochlenberg                     | 614                         | 12,1              |
| Röthenbach bei Herzogenbuchsee | 349                         | 2,1               |
| Rumisberg                      | 479                         | 5,2               |
| Seeberg                        | 1377                        | 15,8              |
| Thörigen                       | 1020                        | 4,5               |
| Walliswil bei Niederbipp       | 228                         | 1,4               |
| Walliswil bei Wangen           | 566                         | 3,1               |
| Wangen an der Aare             | 1999                        | 5,2               |
| Wangenried                     | 389                         | 2,9               |
| Wanzwil                        | 215                         | 0,6               |
| Wiedlisbach                    | 2213                        | 7,5               |
| Wolfisberg                     | 200                         | 2,4               |
| Totaal (26)                    | 26.688                      | 151,4             |

Aarberg · Aarwangen · Bern · Biel · Büren · Burgdorf · Courtelary · Erlach · Fraubrunnen · Frutigen · Interlaken · Konolfingen · Laupen · Moutier · La Neuveville · Nidau · Niedersimmental · Oberhasli · Obersimmental · Saanen · Schwarzenburg · Seftigen · Signau · Thun · Trachselwald · Wangen